# Rio Gaura Dracului
O Rio Gaura Dracului é um rio da Romênia, afluente do Olt, localizado no distrito de Harghita.